# Angostina
Angostina est une commune ou contrée de la municipalité de Bernedo dans la province d'Alava dans la Communauté autonome basque (Espagne).